# Tangkilsari (Cimanggu)
Tangkilsari is een bestuurslaag in het regentschap Pandeglang van de provincie Banten, Indonesië. Tangkilsari telt 3441 inwoners (volkstelling 2010).